# Phóng sự thâm nhập

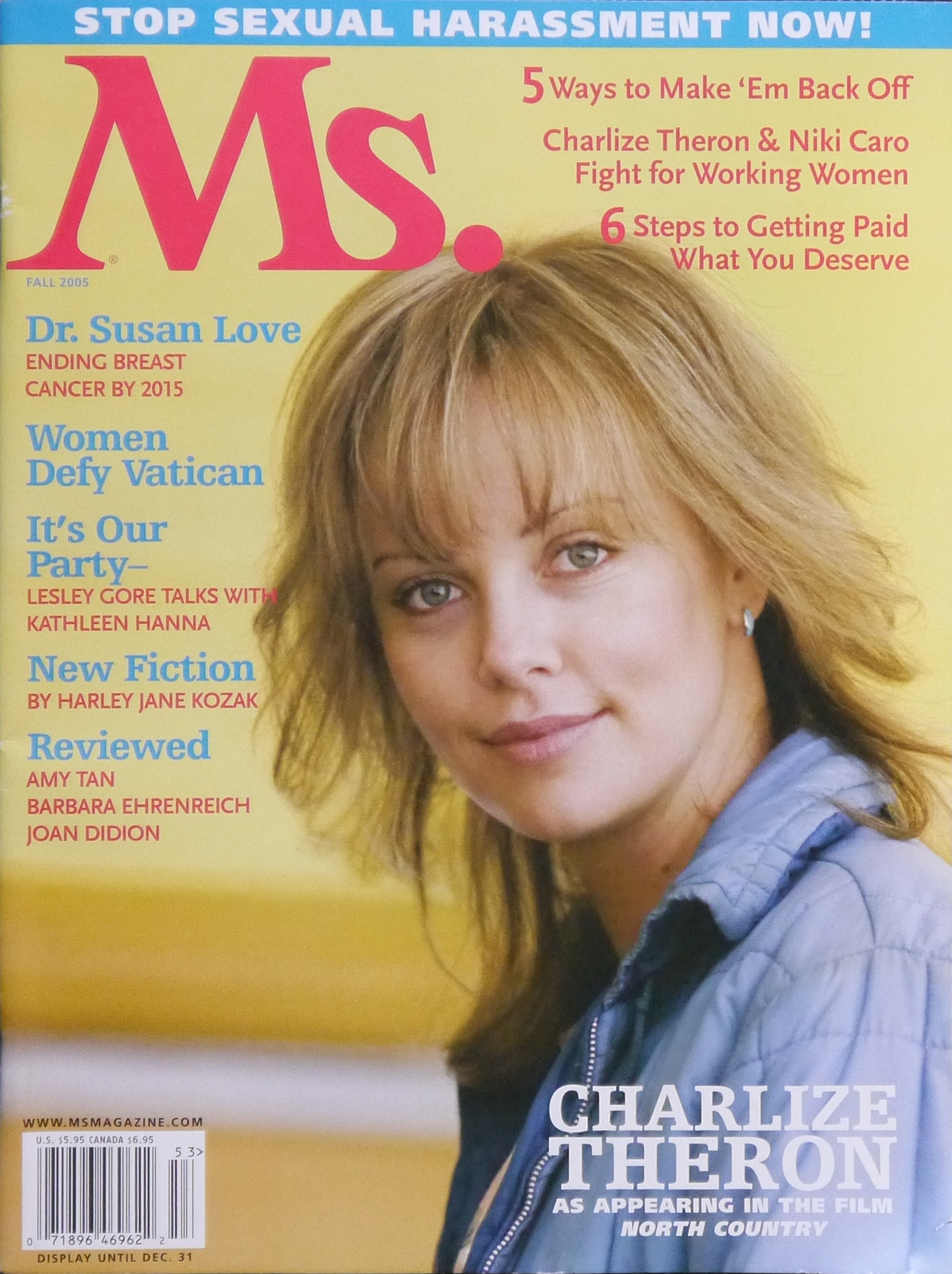
Một bài báo đề cập góc khuất về đời sống tình dục trong giới giải trí

Phóng sự thâm nhập (Undercover journalism) hay còn gọi là phóng sự điều tra ngầm hoặc phóng sự nhập vai (Immersion journalism) là một hình thức tác nghiệp báo chí thông qua việc một nhà báo, phóng viên cố gắng thâm nhập vào một cộng đồng bằng cách đóng giả là một người thân thiện, bày tỏ mong muốn liên hệ, kết nối với cộng đồng đó. Đây là một hình thức tác nghiệp báo chí đặc thù mà phóng viên giấu kín danh tính và mục đích thực sự của mình để thâm nhập vào một tổ chức, nhóm, đường dây, khu vực, địa bàn, cộng đồng, một hoàn cảnh cụ thể hoặc môi trường nào đó, nhằm thu thập những thông tin vốn không thể có được bằng các phương pháp báo chí truyền thống thông thường. Bằng cách "đóng vai" (nhập vai) một người trong cuộc thì nhà báo, phóng viên có thể thu thập những thông tin, bằng chứng chân thực nhất về các hành vi sai trái, bất công hoặc các vấn đề nhạy cảm mà các phương pháp tác nghiệp truyền thống không thể tiếp cận được trong điều kiện bình thường và công khai. 
Hình thức "nhà báo nhập vai" trong chuyên ngành báo chí điều tra được sử dụng đắc lực để thâm nhập thực hiện các phóng sự điều tra về tiêu cực cũng đã xuất hiện và tạo được tiếng vang. Kết quả của những phóng sự điều tra là những loạt bài, tuyến bài để phanh phui, đưa ra công chúng những góc khuất, mặt tối, những tiêu cực, vấn đề, tệ nạn. Chẵng hạn như các nhà báo đã thâm nhập vào các đường dây buôn bán ma túy, các cơ sở sản xuất thực phẩm bẩn, mất vệ sinh an toàn thực phẩm, các trung tâm đa cấp biến tướng, trắng đêm theo dấu để mang sự thật ra ánh sáng công luận. Báo chí thâm nhập đã phơi bày rất nhiều sự thật mà nếu không thì sẽ không được chú ý từ công luận, dù vậy những quy tắc đạo đức báo chí khuyến nghị nên tránh các phương pháp bí mật hoặc các phương pháp thu thập thông tin lén lút khác trừ khi các phương pháp truyền thống, công khai không mang lại thông tin quan trọng cho công chúng, việc nhà báo nói dối về danh tính và mục đích thật cốt để moi tin sẽ đi ngược lại nguyên tắc trung thực cốt lõi của báo chí. Khi thực hiện tác nghiệp theo thể loại này cũng đặt ra vấn đề về an toàn cho nhà báo về tính mạng, sức khỏe, công việc, sự nghiệp, uy tín, danh tiếng.

## Đặc điểm
Khi tham gia điều tra ngầm, phóng viên đóng vai một người khác (ví dụ như vào vai nhân viên, khách hàng, tình nguyện viên, hoặc một người bình thường có quan tâm đến lĩnh vực đó) để hòa nhập vào môi trường cần điều tra để thu thập thông tin, chất liệu viết bài. Họ thường sử dụng tên giả, tạo lý lịch giả, và không tiết lộ mình là nhà báo với mục đích chính là tiếp cận và ghi nhận những hoạt động, hành vi, hoặc thông tin mà bình thường sẽ bị che giấu hoặc khó tiếp cận công khai. Nhà báo xây dựng một danh tính, hồ sơ và câu chuyện hoàn toàn mới, phù hợp với môi trường họ muốn thâm nhập. Họ cũng sử dụng thiết bị ghi hình, ghi âm bí mật, các loại camera siêu nhỏ, máy ghi âm được ngụy trang cẩn thận là công cụ thiết yếu để ghi lại bằng chứng. Phương pháp tác nghiệp này rất hữu ích khi điều tra các hành vi sai trái, bất hợp pháp, bất chính hoặc phi đạo đức như tham nhũng, lạm dụng quyền lực, buôn bán bất hợp pháp, gian lận, phản ánh tình cảnh, điều kiện làm việc tồi tệ. 
Phóng sự tệ nạn đóng vai trò quan trọng trong xã hội, đó là tiếng nói cảnh báo giúp cộng đồng nhận diện và phòng tránh các nguy cơ, góp phần kiểm soát, phê phán những tiêu cực, làm "tai mắt" cho công chúng thông qua đó thực hiện chức năng giám sát xã hội. Phóng sự tệ nạn là một công cụ mạnh của báo chí để phản ánh những góc khuất, những vấn đề tiêu cực, nhằm mục đích cảnh báo, giáo dục và ngăn ngừa tệ nạn xã hội. Mục tiêu quan trọng của những loạt bài này là nhằm thức tỉnh cộng đồng, kêu gọi sự vào cuộc của các cơ quan chức năng để xử lý, ngăn chặn, đẩy lùi tệ nạn, góp phần làm cho xã hội lành mạnh hơn. Một phóng sự tệ nạn thành công có thể gây tác động xã hội, tạo ra dư luận xã hội mạnh mẽ, thúc đẩy các cơ quan chức năng vào cuộc điều tra, xử lý, hoặc thay đổi chính sách, thúc đẩy sự chuyển biến tình hình, bài báo hoặc chương trình điều tra nhằm vạch trần, phơi bày những thông tin tiêu cực, bí mật, hoặc sai trái, không phù hợp để chỉ các vấn đề xã hội nói chung. 
Phóng sự điều tra ngầm thường gây tranh cãi về mặt đạo đức. Mặc dù nó có thể phơi bày những sự thật quan trọng vì lợi ích công chúng, việc giả mạo danh tính, lừa dối để có được thông tin lại đi ngược lại một số nguyên tắc đạo đức cơ bản của báo chí (như tính trung thực, minh bạch). Vai trò của báo chí bí mật đã trở thành chủ đề tranh luận sôi nổi khi ranh giới đạo đức và luân lý đã bị vượt qua. Chín yếu tố của báo chí được nêu trong một cuốn sách của Bill Kovach và Tom Rosenstiel như sau:
1. Nghĩa vụ đầu tiên của báo chí là nói lên sự thật.
2. Lòng trung thành đầu tiên của báo chí là với công dân.
3. Bản chất của báo chí là kỷ luật xác minh.
4. Những người hành nghề báo chí phải duy trì sự độc lập với những người họ đưa tin.
5. Báo chí phải đóng vai trò là người giám sát quyền lực độc lập.
6. Báo chí phải cung cấp diễn đàn để công chúng chỉ trích và thỏa hiệp.
7. Báo chí phải cố gắng làm cho tin tức có ý nghĩa, thú vị và phù hợp.
8. Báo chí phải đảm bảo tính toàn diện và cân đối của tin tức.
9. Những người hành nghề báo chí phải được phép thực hiện theo lương tâm cá nhân của họ.

Khi các phóng viên hoạt động bí mật, một số nguyên tắc này đã bị bẻ cong và phá vỡ để duy trì những nguyên tắc khác trong danh sách. Báo cáo bí mật đã đưa ra ánh sáng nhiều hành vi tàn bạo trong suốt lịch sử, nhưng những phóng viên này thường hy sinh các quy tắc đạo đức và luân lý trong quá trình này. Nhà báo David Daleiden, một nhà hoạt động chống phá thai, đã bí mật ghi âm các cuộc trò chuyện của các viên chức tại Planned Parenthood. Vì Daleiden đã sử dụng giấy phép lái xe giả để tiếp cận các viên chức của Planned Parenthood, nên ông đã bị bồi thẩm đoàn Houston truy tố về tội trọng tội cấp độ hai. 
Phóng sự tệ nạn là một thể loại báo chí hoặc chương trình truyền hình/phát thanh chuyên sâu, tập trung vào việc điều tra, phản ánh và phơi bày các hiện tượng tiêu cực, vấn nạn, hành vi sai trái, tiêu cực hoặc các vấn đề tồn tại xã hội, những sự việc nổi cộm, nhức nhối trong cộng đồng. Mục đích chính của nó là làm rõ bản chất, nguyên nhân, hệ lụy của vấn đề từ đó cảnh báo, lên án, ngăn ngừa, xử lý những tệ nạn đó. Phóng sự tệ nạn không chỉ đơn thuần là cung cấp thông tin mà còn là một công cụ mạnh mẽ để đấu tranh chống lại cái xấu, bảo vệ trật tự và đạo đức xã hội. Đặc điểm của phóng sự tệ nạn đề cao tính chân thực và khách quan, phóng sự phải dựa trên những thông tin, bằng chứng xác thực, được kiểm chứng kỹ lưỡng. Tính xác thực và bằng chứng cho mỗi thông tin, chi tiết được đưa ra phải có tính xác thực cao, thường đi kèm với hình ảnh, video, tài liệu, số liệu cụ thể để chứng minh và tăng tính thuyết phục. 
Người làm phóng sự (phóng viên, nhà báo) phải bỏ nhiều công sức để thâm nhập thực tế, thu thập thông tin, phỏng vấn nhân chứng, nạn nhân, thậm chí cả đối tượng liên quan để có được cái nhìn đa chiều và chân thực, đó chính là công tác điều tra sâu rộng. Tính chiến đấu và phê phán cũng là đặc điểm của phóng sự tệ nạn, nó thường mang tính phê phán mạnh mẽ, lên án những hành vi sai trái, chỉ ra những kẽ hở trong quản lý, luật pháp hoặc sự thờ ơ, vô cảm của cộng đồng, "vạch trần" những góc khuất, mặt tối của xã hội, những ung nhọt, nhức nhối trong hệ thống cũng như chỉ ra hiện thực xã hội. Loạt bài "A Bunny's Tale" (Câu chuyện về Nàng thỏ) của nhà báo Gloria Steinem được đăng thành hai phần trên tạp chí Show kỳ năm 1963, đã vạch trần điều kiện làm việc bóc lột tại Câu lạc bộ Playboy ở New York. Để có tuyến bài đó, Steinem đã nộp đơn xin việc tại câu lạc bộ này dưới một cái tên giả, được nhận vào làm và dành 11 ngày làm nàng thỏ ở Playboy Bunny. Bài viết đã đưa bà trở thành người nổi tiếng và được coi là tài liệu nền tảng của làn sóng thứ hai của chủ nghĩa nữ quyền, như Steinem đã viết sau này rằng: "Bài viết vạch trần của tôi về việc làm việc tại Câu lạc bộ Playboy đã tồn tại lâu hơn tất cả các Câu lạc bộ Playboy, cả trong và ngoài nước".
Đặc điểm chính của phóng sự tệ nạn đó là tính thời sự và hiện thực, phản ánh những vấn đề đang nóng, đang diễn ra trong đời sống xã hội, ví dụ như ma túy, mại dâm, cờ bạc, lừa đảo, bạo lực, tham nhũng, ô nhiễm môi trường, phơi bày mặt trái xã hội, tập trung vào các vấn đề nhức nhối như tội phạm các loại như cướp giật, ma túy, mại dâm, lừa đảo, buôn người, tham nhũng, những vi phạm pháp luật như buôn lậu, làm hàng giả, trốn thuế, vi phạm giao thông nghiêm trọng. Các thói hư tật xấu như cờ bạc, nghiện game, bạo lực học đường, lãng phí, vấn đề môi trường như ô nhiễm, phá rừng, khai thác tài nguyên trái phép. Sai phạm trong quản lý, đạo đức như lạm dụng quyền lực, thiếu trách nhiệm gây hậu quả nghiêm trọng. Tính nhân văn và giáo dục cũng là yếu tố được đề cao như ngoài việc lên án, phóng sự còn thể hiện sự đồng cảm với nạn nhân, phân tích tâm lý người gây ra tệ nạn, và hướng đến việc nâng cao nhận thức, giáo dục cộng đồng. Phương pháp tác nghiệp này giúp bảo vệ các nguồn tin yếu thế, cho phép các câu chuyện về lạm dụng, bất công được kể lại mà không đặt những người trong cuộc vào tình thế nguy hiểm, bị trả thù, trù dập.
Mặc dù là thể loại báo chí, phóng sự thường sử dụng văn phong giàu hình ảnh, cảm xúc, có nhân vật, cốt truyện để thu hút người đọc, người xem, làm cho vấn đề khô khan trở nên gần gũi và dễ tiếp cận hơn, đó là thủ pháp kết hợp yếu tố báo chí và văn chương. Tuy vậy, ranh giới giữa việc quan sát một cách thụ động và việc vô tình hay cố ý tạo ra, thúc đẩy hành vi sai trái là rất mong manh. Trong khi báo chí hướng đến mục tiêu tìm kiếm và đưa tin về sự thật, thì đạo đức về cách sự thật được tiết lộ luôn phải được xem xét. Nếu báo chí thâm nhập là một lời nói dối tích cực để có được sự thật, thì cuối cùng niềm tin có thể bị phá vỡ giữa các phóng viên và công chúng. Theo Columbia Journalism Review thì "việc quá phụ thuộc vào các hoạt động đánh lạc hướng và sự ngụy tạo có thể làm suy yếu niềm tin của công chúng vào phương tiện truyền thông và làm tổn hại đến tuyên bố của các nhà báo là những người nói sự thật. Báo cáo bí mật có thể là một công cụ mạnh mẽ, nhưng cần được sử dụng một cách thận trọng đó chỉ chống lại những mục tiêu quan trọng nhất, và thậm chí chỉ khi đi kèm với báo cáo truyền thống vững chắc".

## Vai trò
Phóng sự điều tra thâm nhập cũng góp phần thúc đẩy thay đổi xã hội, góp phần vào công cuộc đấu tranh phòng chống tội phạm, tệ nạn, xây dựng một xã hội lành mạnh hơn. Người làm phóng sự điều tra thâm nhập thường phải dấn thân, lăn xả, bắt tay vào điều tra thực tế. Họ sẽ đi sâu vào vấn đề mà không chỉ dừng lại ở bề mặt, hiện tượng, biểu hiện mà phóng sự tệ nạn sẽ sâu sát vào nguyên nhân, hậu quả và các khía cạnh liên quan đến tệ nạn. Nhờ việc trực tiếp tham gia, nhà báo có thể thu thập được những chi tiết "đắt giá", những câu chuyện hậu trường và bản chất của sự việc mà người ngoài khó lòng tiếp cận, từ đó mang đến cho công chúng những câu chuyện toàn diện, đa chiều và giàu cảm xúc. Phương pháp tác nghiệp này cũng tiềm ẩn nhiều rủi ro cho chính các nhà báo, phóng viên, như bị phát hiện, thân phận bị bại lộ, dẫn đến nguy cơ bị đe dọa, đến nguy hiểm về thân thể, sức khoẻ, tính mạng (bị thủ tiêu, "giết người diệt khẩu", bịt đầu mối, phi tang chứng cứ). Việc sống trong một vai diễn giả tạo và phải tận mắt chứng kiến những tiêu cực, những cảnh tượng hãi hùng có thể để lại những sang chấn tâm lý lâu dài cho chính nhà báo, phóng viên đó. Việc tác nghiệp bí mật, "nhập vai" (vào vai) vẫn là một "vùng xám" pháp lý, ranh giới giữa việc thu thập thông tin vì lợi ích chung và hành vi vi phạm pháp luật (như xâm phạm bí mật đời tư) rất dễ bị vượt qua, bị xâm phạm nếu không có sự cẩn trọng và chuẩn mực đạo đức rành mạch. Ranh giới giữa việc quan sát một cách thụ động và việc vô tình hay cố ý tạo ra, thậm chí bị "gài bẫy" sẽ thúc đẩy hành vi sai trái là một lằn ranh đỏ mong manh cho thấy phương pháp tác nghiệp này cũng tiềm ẩn nhiều rủi ro về mặt đạo đức và pháp lý.

## Các nhà báo
- Hunter S. Thompson
- Gloria Steinem
- Donal MacIntyre
- Alex Dolan
- Nellie Bly
- Pam Zekman
- Anas Aremeyaw Anas
- Matt Taibbi
- Günter Wallraff
- Ramita Navai

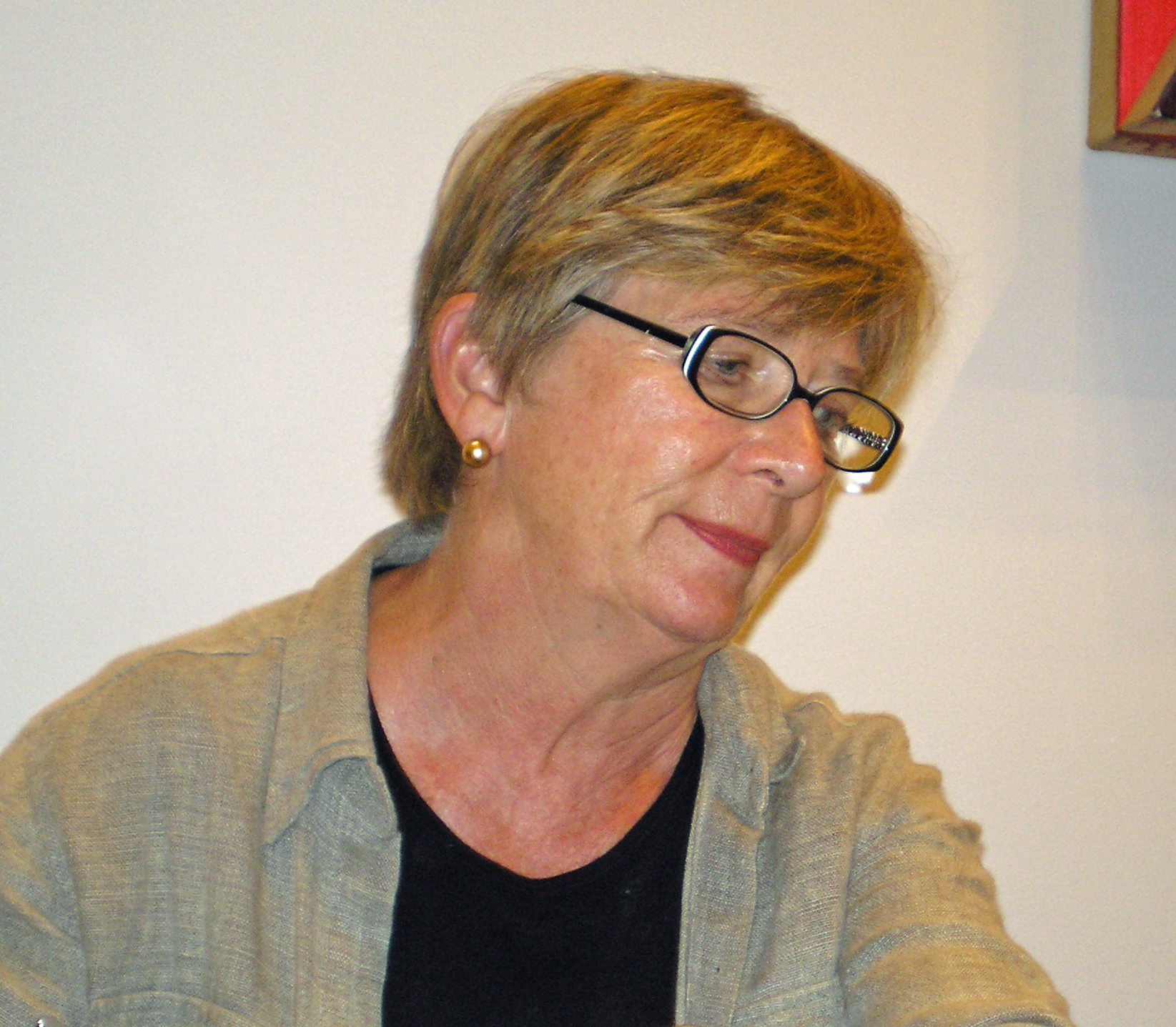
Nhà báo Barbara Ehrenreich

- Phóng viên của 60 Minutes và Dateline NBC
- Barbara Ehrenreich (Nickel và Dimed)
- Carmelo Abbate
- David Daleiden